# Opération Action sud
L’opération Action sud (Operacija Južni potez) est la dernière opération militaire de l’armée croate (HV) et du conseil de défense croate (HVO) en Bosnie-Herzégovine. Cette opération débuta le 8 octobre et se termina le 15 octobre 1995, elle était la suite logique de l’opération Maestral débutée un mois plus tôt.

## But de l’opération
Le but de l’opération était de :
- mettre sous contrôle les axes routiers de Banja Luka - Čađavica et Mrkonjić Grad - Banja Luka ;
- disposer de canons pouvant bombarder Banja Luka ;
- aider les 5e et 7e corps de l’armée de la république de Bosnie-Herzégovine sur la rivière Sana et Ugra au sud de Skender Vakuf.

## Ordre de bataille des forces croates
- État major : général Ante Gotovina, général Rahim Ademi et général Ljubo Ćesić Rojs ;
- 4e régiment de gardes de l’armée croate (HV) : général Damir Krstičević ;
- 7e régiment de gardes de l’armée croate (HV) : général Ivan Korade ;
- 1re unité spéciale de gardes : général Miljenko Filipović ;
- 1re brigade de gardes du HVO : lieutenant-colonel Ante Luburić ;
- 2e brigade de gardes du HVO : général Stanko Sopta ;
- 3e brigade de gardes du HVO : commandant Ilija Nakić ;
- Unité spéciale du ministère de l’intérieur : général Zlatan Mijo Jelić ;
- 60e compagnie de gardes de combat du HVO : colonel Davor Dodig ;
- 22e unité de diversion du HVO : colonel Predrag Mandić ;
- 126e régiment de réserve de l’armée croate (HV) : colonel Ante Podrug ;
- Compagnie de reconnaissance de l’état major de l’armée croate : capitaine Ivica Dekalić ;
- Groupe opérationnel Est : général Željko Glasnović.

## Déroulement de l’opération
L’opération Action sud débuta le 8 octobre 1995. Après de longs combats avec les unités serbes dont certaines étaient apparemment dirigées par le chef de guerre serbe Željko Ražnatović « Arkan », les forces croates prennent le contrôle le 8 octobre la ville de Mrkonjić Grad et arrivent sur la montagne de Manjača. 
Lors de leur entrée dans la ville, l’engin de transport de troupe du commandant Andrija Matijaš, chef de la 4e brigade, est touché par une roquette anti-char. Celui-ci décédera de ses blessures.
La suite de l’opération se termine par la prise de la vallée de la rivière Vrbas et de la centrale hydroélectrique Bočac. Les forces croates se trouveront à 23 km de Banja Luka, et couperont la centrale ce qui provoquera un début de panique dans la ville.
Dans le même temps, les 5e et 7e corps de l’Armée de la république de Bosnie et d'Herzégovine progressent le long de la vallée de rivière Sana en direction de Sanski Most. L’opération est nommée « Sana 95 (en) » côté bosniaque. Après des combats intenses où les forces serbes ont utilisé des hélicoptères de combat, Sanski Most tombe sous le contrôle de l’Armée de la république de Bosnie et d'Herzégovine le 11 octobre 1995. En continuant leur progression vers Prijedor, certaines sources mentionnent qu'Željko Ražnatović ou Arkan échappe de justesse aux forces bosniaques.

## Résultat
Lors de l’opération « action sud » 800 km2 de territoires se sont retrouvés sous le contrôle des forces croates. L’action la plus marquante fut le positionnement des forces croates à 23 km de Banja Luka, à portée de l’artillerie lourde.
Celle qui eut le plus d’effet psychologique fut la prise de la centrale hydroélectrique de Bočac. Sa coupure fit sombrer la ville de Banja Luka dans le noir, entraînant un début de panique.
Les forces serbes des 1er et 2e corps d’armée, en pleine déroute, se sont toutes concentrées dans la région de Banja Luka, mêlées aux civils serbes en fuite, les autorités locales ont préparé un plan d’évacuation en cas de prise de contrôle de la ville par la coalition croato-bosniaque.

## Fin de l’opération
La situation politique n’est pas favorable à l’entrée des forces croates et bosniaques dans la ville de Banja Luka, pour plusieurs raisons :
- Pour des raisons humanitaires, la prise de la ville aurait entraîné une nouvelle vague de réfugiés en direction de la Serbie, ce qui aurait sûrement entraîné une réaction de l’armée de Yougoslavie et compliqué la situation militaire et humanitaire sur place.
- Le plan de paix du diplomate américain Richard Holbrooke, avec un partage 51 % pour la fédération croato-bosniaque et 49 % pour l’entité serbe, serait menacé et compliquerait les futures négociations.

C’est pour cela que d’intenses pressions diplomatiques de la communauté internationale et des menaces de représailles sur les troupes croates de la part de l’aviation de l’OTAN, ont amené le président croate Franjo Tudjman à stopper l’offensive, malgré le fait que le président bosnien Alija Izetbegović était prêt à se risquer à prendre la ville de Banja Luka.
L’opération « action sud » fut interrompue sur demande de la communauté internationale et tout particulièrement des américains alors que les forces croates se trouvaient à 23 km au sud de Banja Luka.

## Pertes humaines
Début 1996, selon le médecin légiste serbe Zoran Stanković (en), une fosse commune est exhumée à Mrkonjić Grad par l'équipe d'experts que celui-ci dirige. M. Stankovic déclare que la fosse contient 181 corps y compris ceux de femmes tuées en chemise de nuit. L'équipe d'experts estime que ce sont des corps de victimes serbes tuées pendant l'automne 1995 quand les forces Croates de Bosnie (HVO) et de l'armée de Bosnie-Herzégovine (ABiH) ont pris la ville de Mrkonjić Grad dans le cadre de l'Opération action sud. M. Stankovic dit que les victimes sont en grande majorité des civils, avec quelques miliciens serbes de l'Armée de la république serbe de Bosnie (VRS).